# Зандер, Отто
Отто Зандер (нем. Otto Sander; 30 июня 1941, Ганновер — 12 сентября 2013, Берлин) — немецкий актёр. Широко известен многолетним сотрудничеством с режиссёром Вимом Вендерсом.

## Биография
Вырос в Касселе, отслужил военную службу во флоте, изучал историю искусств и философию в университете. В 1965 дебютировал на сцене в одном из камерных театров Дюссельдорфа. C 1967 профессиональный актёр.
Театральная карьера Зандера связана, главным образом, с берлинской Шаубюне Петера Штайна.
Одну из первых заметных киноролей сыграл в фильме «Один из нас двоих» (1973), которым дебютировал режиссёр Вольфганг Петерсен. В дальнейшем Зандер снимался у таких режиссёров, как Эрик Ромер («Маркиза фон О», 1976), Фолькер Шлёндорф («Жестяной барабан», 1979), Анджей Вайда («Любовь в Германии», 1980),  Вольфганг Петерсен («Лодка», 1981, в роли капитан-лейтенанта Филиппа Томсена), Маргарета фон Тротта («Роза Люксембург», 1986, в роли Карла Либкнехта), Роза фон Праунхайм («Эйнштейн секса», 1999). Самой знаменитой ролью Зандера, однако, остаётся роль ангела Кассиэля в фильме Вима Вендерса «Небо над Берлином» (1987) и в его продолжении «Так далеко, так близко!» (1993).
Особой частью творческой карьеры Зандера являлось его постоянное выступление в качестве диктора в документальных фильмах, а также чтеца аудиокниг и т. п.: его голос особенно ценится в Германии, так что иногда Зандера даже называют просто Голос (англ. The Voice).
Член жюри 40-го Берлинского кинофестиваля.

## Награды
- 1982 — Премия Эрнста Любича за фильм «Der Mann im Pyjama»
- 2008 — Почетный приз Berlinale Camera Award Берлинского кинофестиваля

## В популярной культуре
- В альбоме «Воланчик» (2002) группы «Я и Друг Мой Грузовик» есть песня «Otto Sander».